# Liga dos Campeões da EHF de 2018–19
A Liga dos Campeões da EHF de 2018–19 foi a 59.ª edição da maior competição de clubes europeus de andebol organizada pela EHF. A final será disputada na Lanxess Arena em Colónia na Alemanha.
O RK Vardar bateu o Telekom Veszprém na final por 27-24 e conquistou o seu segundo título na competição, enquanto o oponente sofreu a sua terceira derrota em três finais da Liga dos Campeões. 
O Sporting CP foi a única equipa portuguesa em competição, alcançando os oitavos de final (onde foi eliminado pelo Telekom Veszprém). Foi a 1.ª equipa portuguesa a atingir os oitavos de final da competição no formato em vigor.

## Formato
Fase de Grupos
Um total de 28 equipas são divididas em quatro grupos onde todas as equipas enfrentam-se em sistema de todos contra todos. Os grupos A e B são constituídos por oito equipas cada. O vencedor de cada grupo qualifica-se diretamente para os quartos de final enquanto as equipas classificadas do 2.º ao 6.º lugar de cada grupo qualificam-se para os oitavos de final.
Os grupos C e D são constituídos por 6 equipas cada. Os dois primeiros classificados de cada grupo qualificam-se para o playoff onde o vencedor do grupo C encontra o segundo classificado do grupo D e vice-versa para determinar as duas equipas que seguem para as eliminatórias.
As restantes equipas são eliminadas da competição.
Eliminatórias - Oitavos de final
Um total de 12 equipas participam nesta eliminatória, 10 equipas provenientes dos grupos A e B e duas equipas provenientes do playoff entre os dois primeiros classificados dos grupos C e D. A eliminatória é disputada em sistema ida e volta
Eliminatórias - Quartos de final
Os seis vencedores da primeira fase das eliminatórias juntam-se aos vencedores dos grupos A e B nos quartos de final. A eliminatória é disputada em sistema ida e volta para apurar as quatro equipas que disputarão a final four da competição.
Fase Final
A Velux EHF Final4 é disputada na Lanxess Arena (Colónia, Alemanha). Em formato de final four, é disputado o título de campeão europeu.

## Distribuição de vagas
Cada ano, a EHF publica uma lista de classificação das ligas nacionais de cada federação-membro. Este ranking de coeficiente da EHF determina as nações autorizadas a participar na competição. Para 2018–19, as primeiras 27 nações do ranking poderão candidatar um certo número de participantes a participar na Liga dos Campeões. O campeão europeu em título qualifica-se automaticamente.
- Associações 1 e 2 classificam duas equipas cada.
- Associações 3 a 27 classificam uma equipa cada.
  - As federações-membro 1 a 27 podem solicitar vagas adicionais.

### Ranking de Coeficiente da EHF para 2018–19
O ranking de coeficiente da EHF para 2018–19 é baseado nos resultados das equipas em competições europeias durante as épocas 2014–15, 2015–16 e 2016–17.
| Rank | Associação   | Coeff. | Times | Notas |
| ---- | ------------ | ------ | ----- | ----- |
| 1    | Alemanha     | 128,50 | 2     |       |
| 2    | Espanha      | 115,50 | 2     |       |
| 3    | Hungria      | 106,83 | 1     |       |
| 4    | França       | 105,83 | 1     |       |
| 5    | Polónia      | 75,71  | 1     |       |
| 6    | Dinamarca    | 63,33  | 1     |       |
| 7    | Macedónia    | 51,22  | 1     |       |
| 8    | Croácia      | 42,25  | 1     |       |
| 9    | Portugal     | 37,33  | 1     |       |
| 10   | Eslovénia    | 36,67  | 1     |       |
| 11   | Roménia      | 30,89  | 1     |       |
| 12   | Bielorrússia | 27,78  | 1     |       |
| 13   | Suíça        | 26,25  | 1     |       |
| 14   | Ucrânia      | 24,11  | 1     |       |

| Rank | Associação      | Coeff. | Times | Notas |
| ---- | --------------- | ------ | ----- | ----- |
| 15   | Suécia          | 23,56  | 1     |       |
| 16   | Noruega         | 21,78  | 1     |       |
| 17   | Rússia          | 20,75  | 1     |       |
| 18   | Países Baixos   | 14,25  | 1     |       |
| 19   | Sérvia          | 13,44  | 1     |       |
| 20   | Islândia        | 12,67  | 1     |       |
| 21   | República Checa | 12,57  | 1     |       |
| 22   | Eslováquia      | 12,56  | 1     |       |
| 23   | Turquia         | 11,11  | 1     |       |
| 24   | Finlândia       | 10,50  | 1     |       |
| 25   | Israel          | 9,67   | 1     |       |
| 26   | Bélgica         | 9,56   | 1     |       |
| 27   | Áustria         | 8,89   | 1     |       |

### Alocação
28 equipas qualificaram-se diretamente para a fase de grupos.
| Grupos A/B                 | Grupos A/B               | Grupos A/B                | Grupos A/B            |
| -------------------------- | ------------------------ | ------------------------- | --------------------- |
| Montpellier (TH)           | Flensburg-Handewitt (1º) | Vive Kielce (1º)          | Celje (1º)            |
| Paris Saint-Germain (1º)   | Rhein-Neckar Löwen (2º)  | Skjern Håndbold (1º)      | Meshkov Brest (1º)    |
| HBC Nantes (3º)            | Pick Szeged (1º)         | Vardar (1º)               | Motor Zaporozhye (1º) |
| Barcelona (1º)             | Veszprém (2º)            | Zagreb (1º)               | IFK Kristianstad (1º) |
| Grupos C/D                 |                          |                           |                       |
| CB Ademar León (2º)        | Metalurg Skopje (2º)     | Wacker Thun (1º)          | Beşiktaş (1º)         |
| Wisła Płock (2º)           | Sporting CP (1º)         | Elverum Håndball (1º)     | Tatran Prešov (1º)    |
| Bjerringbro-Silkeborg (2º) | Dinamo București (1º)    | Chekhovskiye Medvedi (1º) | Riihimäki Cocks (1º)  |

## Calendário
| Fase                       | Data do Sorteio     |
| -------------------------- | ------------------- |
| Fase de Grupos             | 29 de junho de 2018 |
| Eliminatórias              | 29 de junho de 2018 |
| Velux EHF Final4 (Colónia) | 7 de maio de 2019   |

## Fase de Grupos
O sorteio da fase de grupos foi realizado a 29 de junho de 2018 às 12:30 (hora local) no Erste Campus em Viena, Áustria. 
As 28 equipas foram sorteadas em quatro grupos, dois contendo 8 equipas (Grupos A e B) e outros dois contendo 6 equipas (Grupos C e D). Equipas da mesma associação não se poderão defrontar na fase de grupos (com a exceção do HBC Nantes, que terá de jogar com um dos dois rivais franceses presentes na mesma competição).
Após a Fase de Grupos, as equipas que avançarão para a Fase Final da Liga dos Campões da EHF de 2018–19 serão determinadas da seguinte maneira:
- Grupos A e B – o vencedor de cada grupo qualifica-se automaticamente para os quartos de final da competição e as cinco equipas classificadas do segundo ao sexto lugar qualificam-se para os oitavos de final.
- Grupos C e D – os dois primeiros classificados de cada grupo qualificam-se para o playoff, onde os vencedores de cada grupo defrontaram os segundos classificados do outro numa eliminatória disputada em sistema ida e volta para determinar as duas equipas que avançam para as eliminatórias.

As partidas dos grupos serão disputadas entre 12 de setembro de 2018 e  3 de março de 2019. As partidas do playoff entre os dois primeiros classificados dos grupos C e D serão disputado entre 20 de fevereiro e 2 de março de 2018.

### Critérios de Desempate
| Critérios de Desempate |
| --- |
| Na fase de grupos, as equipas são classificados por pontos (2 pontos por vitória, 1 ponto por empate, 0 pontos por derrota). Se duas ou mais equipas terminarem iguais em pontos no final da fase de grupos, os seguintes critérios serão aplicados para determinar a classificação (em ordem decrescente): 1. Maior número de pontos obtidos nos jogos entre as equipas em questão; 2. Diferença de golos superior nos jogos disputados entre as equipas em questão; 3. Maior número de golos marcados nos jogos disputados entre as equipas em questão (ou fora de casa em caso de um empate no número de golos marcados); 4. Diferença de golos superior em todos os jogos disputados no grupo; 5. Maior número de golos marcados em todos os jogos disputados no grupo; Se a classificação não conseguir ser determinada pelos critérios acima, uma decisão será providenciada pela Federação Europeia de Andebol. Durante a fase de grupos, só os critérios 4 e 5 se aplicam para determinar a classificação provisória das equipas. |

### Grupo A
| Pos | Equipe               | Pts | J  | V  | E | D  | GP  | GC  | SG  | Classificado     |  | BAR   | VES   | VAR   | KIE   | RNL   | BRE   | MON   | KRI   |
| --- | -------------------- | --- | -- | -- | - | -- | --- | --- | --- | ---------------- |  | ----- | ----- | ----- | ----- | ----- | ----- | ----- | ----- |
| 1   | Barcelona            | 24  | 14 | 12 | 0 | 2  | 486 | 391 | +95 | Quartos de final |  | —     | 31–28 | 34–26 | 31–27 | 30–25 | 41–32 | 35–27 | 43–26 |
| 2   | Veszprém             | 20  | 14 | 10 | 0 | 4  | 410 | 382 | +28 | Oitavos de final |  | 29–26 | —     | 24–27 | 29–27 | 28–29 | 28–20 | 25–19 | 36–27 |
| 3   | Vardar               | 19  | 14 | 9  | 1 | 4  | 406 | 390 | +16 | Oitavos de final |  | 26–30 | 27–29 | —     | 28–27 | 29–27 | 30–23 | 33–27 | 33–25 |
| 4   | Vive Kielce          | 14  | 14 | 7  | 0 | 7  | 439 | 430 | +9  | Oitavos de final |  | 36–42 | 35–36 | 31–27 | —     | 35–32 | 33–31 | 27–28 | 33–31 |
| 5   | Rhein-Neckar Löwen   | 14  | 14 | 7  | 0 | 7  | 418 | 410 | +8  | Oitavos de final |  | 35–34 | 25–29 | 27–30 | 30–29 | —     | 33–27 | 37–27 | 36–27 |
| 6   | Meshkov Brest        | 9   | 14 | 4  | 1 | 9  | 379 | 419 | −40 | Oitavos de final |  | 21−29 | 28–29 | 31–31 | 26–35 | 27–24 | —     | 26–23 | 32–23 |
| 7   | Montpellier Handball | 7   | 14 | 3  | 1 | 10 | 377 | 414 | −37 | Eliminação       |  | 28–36 | 29–30 | 24–27 | 26–29 | 31–26 | 29–23 | —     | 30–31 |
| 8   | Kristianstad         | 5   | 14 | 2  | 1 | 11 | 396 | 475 | −79 | Eliminação       |  | 25–44 | 32–29 | 30–31 | 33–34 | 27–32 | 30–32 | 29–29 | —     |

### Grupo B
| Pos | Equipe              | Pts | J  | V  | E | D  | GP  | GC  | SG  | Classificado     |  | PAR   | SZE   | FLE   | NAN   | ZAP   | ZAG   | SKJ   | CEL   |
| --- | ------------------- | --- | -- | -- | - | -- | --- | --- | --- | ---------------- |  | ----- | ----- | ----- | ----- | ----- | ----- | ----- | ----- |
| 1   | Paris Saint-Germain | 26  | 14 | 13 | 0 | 1  | 455 | 385 | +70 | Quartos de final |  | —     | 33–31 | 29–28 | 35–34 | 31–25 | 33–28 | 38–28 | 33–21 |
| 2   | Pick Szeged         | 20  | 14 | 9  | 2 | 3  | 411 | 397 | +14 | Oitavos de final |  | 33–32 | —     | 30–28 | 30–28 | 30–29 | 26–26 | 33–33 | 33–24 |
| 3   | Flensburg-Handewitt | 15  | 14 | 7  | 1 | 6  | 378 | 370 | +8  | Oitavos de final |  | 20–27 | 27–25 | —     | 29–29 | 31–24 | 29–31 | 26–22 | 27–26 |
| 4   | Nantes              | 14  | 14 | 5  | 4 | 5  | 421 | 408 | +13 | Oitavos de final |  | 31–35 | 29–26 | 31–34 | —     | 23–27 | 23–20 | 35–27 | 38–27 |
| 5   | Motor Zaporozhye    | 11  | 14 | 5  | 1 | 8  | 389 | 381 | +8  | Oitavos de final |  | 29–35 | 31–32 | 28–26 | 30–30 | —     | 35–27 | 33–23 | 36–27 |
| 6   | RK Zagreb           | 11  | 14 | 4  | 3 | 7  | 382 | 420 | −38 | Oitavos de final |  | 21–32 | 23–24 | 21–22 | 27–27 | 27–24 | —     | 32–29 | 24–22 |
| 7   | Skjern Håndbold     | 8   | 14 | 3  | 2 | 9  | 398 | 439 | −41 | Eliminação       |  | 24–26 | 26–29 | 24–31 | 32–34 | 37–33 | 31–31 | —     | 35–32 |
| 8   | RK Celje            | 7   | 14 | 3  | 1 | 10 | 380 | 416 | −36 | Eliminação       |  | 32–36 | 28–29 | 23–20 | 29–29 | 33–28 | 30–21 | 26–27 | —     |

### Grupo C
| Pos | Equipe                | Pts | J  | V | E | D | GP  | GC  | SG  | Classificado |  | BJE   | SPO   | PRE   | MED   | BES   | SKO   |
| --- | --------------------- | --- | -- | - | - | - | --- | --- | --- | ------------ |  | ----- | ----- | ----- | ----- | ----- | ----- |
| 1   | Bjerringbro-Silkeborg | 16  | 10 | 8 | 0 | 2 | 323 | 273 | +50 | Playoff      |  | —     | 29–28 | 29–30 | 39–28 | 34–27 | 33–25 |
| 2   | Sporting CP           | 14  | 10 | 7 | 0 | 3 | 304 | 277 | +27 | Playoff      |  | 32–35 | —     | 26–28 | 33–31 | 34–28 | 34–26 |
| 3   | Tatran Prešov         | 14  | 10 | 7 | 0 | 3 | 278 | 268 | +10 | Eliminação   |  | 26–24 | 27–30 | —     | 27–28 | 27–23 | 30–24 |
| 4   | Chekhovskiye Medvedi  | 8   | 10 | 4 | 0 | 6 | 280 | 279 | +1  | Eliminação   |  | 24–30 | 22–23 | 38–26 | —     | 22–24 | 33–25 |
| 5   | Beşiktaş              | 6   | 10 | 3 | 0 | 7 | 255 | 289 | −34 | Eliminação   |  | 24–37 | 27–33 | 22–28 | 27–30 | —     | 23–22 |
| 6   | Metalurg Skopje       | 2   | 10 | 1 | 0 | 9 | 246 | 300 | −54 | Eliminação   |  | 29–33 | 24–31 | 24–29 | 25–24 | 22–30 | —     |

### Grupo D
| Pos | Equipe           | Pts | J  | V | E | D | GP  | GC  | SG  | Classificado |  | BUC   | PLO    | ELV   | LEO   | RII   | THU   |
| --- | ---------------- | --- | -- | - | - | - | --- | --- | --- | ------------ |  | ----- | ------ | ----- | ----- | ----- | ----- |
| 1   | Dinamo București | 14  | 10 | 7 | 0 | 3 | 293 | 280 | +13 | Playoff      |  | —     | 24–21  | 26–24 | 35–30 | 24–22 | 35–34 |
| 2   | Wisła Płock      | 14  | 10 | 7 | 0 | 3 | 278 | 250 | +28 | Playoff      |  | 29–28 | —      | 30–28 | 25–23 | 34–18 | 34–24 |
| 3   | Elverum Håndball | 13  | 10 | 6 | 1 | 3 | 278 | 272 | +6  | Eliminação   |  | 29–28 | 28–30  | —     | 30–25 | 28–27 | 29–28 |
| 4   | CB Ademar León   | 12  | 10 | 5 | 2 | 3 | 252 | 251 | +1  | Eliminação   |  | 31–28 | 27–24  | 24–24 | —     | 23–20 | 24–21 |
| 5   | Riihimäki Cocks  | 6   | 10 | 2 | 2 | 6 | 246 | 269 | −23 | Eliminação   |  | 31–32 | 27–262 | 25–28 | 19–19 | —     | 31–29 |
| 6   | Wacker Thun      | 1   | 10 | 0 | 1 | 9 | 268 | 293 | −25 | Eliminação   |  | 29–33 | 23–25  | 29–30 | 25–26 | 26–26 | —     |

1. ↑  Dinamo 52–50 Płock

### Playoff
Os dois primeiros classificados dos grupos C e D disputam um playoff para determinar as duas equipas que avançarão na competição. Os vencedores de cada grupo defrontaram os segundos classificados do outro numa eliminatória disputada em sistema ida e volta. 
A partida de ida foi disputada a 23 de fevereiro e a partida de volta a 28 de fevereiro e a 3 de março de 2018.
| Equipe 1    | Total | Equipe 2              | 1.º jogo | 2.º jogo |
| ----------- | ----- | --------------------- | -------- | -------- |
| Sporting CP | 59–57 | CS Dinamo București   | 32–31    | 27–26    |
| Wisła Płock | 49–46 | Bjerringbro-Silkeborg | 22–26    | 27–20    |

## Eliminatórias

### Oitavos de final
| Equipe 1           | Total | Equipe 2            | 1.º jogo | 2.º jogo |
| ------------------ | ----- | ------------------- | -------- | -------- |
| Sporting CP        | 57–65 | MVM Veszprém        | 28–30    | 29–35    |
| Wisła Płock        | 36–45 | Pick Szeged         | 20–22    | 16–23    |
| Zagreb             | 48–59 | RK Vardar           | 18–27    | 30–32    |
| Meshkov Brest      | 48–60 | Flensburg-Handewitt | 28–30    | 20–30    |
| Motor Zaporozhye   | 62–67 | PGE Vive Kielce     | 33–33    | 29–34    |
| Rhein-Neckar Löwen | 61–62 | HBC Nantes          | 34–32    | 27–30    |

### Quartos de final
| Equipe 1            | Total | Equipe 2            | 1.º jogo | 2.º jogo |
| ------------------- | ----- | ------------------- | -------- | -------- |
| HBC Nantes          | 51–61 | FC Barcelona        | 25–32    | 26–29    |
| PGE Vive Kielce     | 60–59 | Paris Saint-Germain | 34–24    | 26–35    |
| Flensburg-Handewitt | 47–57 | Telekom Veszprém    | 22–28    | 25–29    |
| RK Vardar           | 56–52 | Pick Szeged         | 31–23    | 25–29    |

## Fase Final
A fase final da competição, a Velux EHF Final4 foi disputada na Lanxess Arena em Colónia, Alemanha, a 1 e 2 de junho.
|  | Semifinais       | Semifinais |                  |    | Final | Final |
|  |                  |            |                  |    |       |       |
|  | 1 de junho       |            |                  |    |       |       |
|  |                  |            |                  |    |       |       |
|  | Telekom Veszprém | 33         |                  |    |       |       |
|  | Telekom Veszprém | 33         | 2 de junho       |    |       |       |
|  | PGE Vive Kielce  | 30         |                  |    |       |       |
|  | PGE Vive Kielce  | 30         | Telekom Veszprém | 24 |       |       |
|  | 1 de junho       |            | Telekom Veszprém | 24 |       |       |
|  |                  | RK Vardar  | 27               |    |       |       |
|  | FC Barcelona     | RK Vardar  | 27               | 27 |       |       |
|  | FC Barcelona     |            |                  | 27 |       |       |
|  | RK Vardar        | 29         |                  |    |       |       |
|  | RK Vardar        | 29         | Terceiro lugar   |    |       |       |
|  |                  |            |                  |    |       |       |
|  | 2 de junho       |            |                  |    |       |       |
|  |                  |            |                  |    |       |       |
|  | PGE Vive Kielce  | 35         |                  |    |       |       |
|  | PGE Vive Kielce  | 35         |                  |    |       |       |
|  | FC Barcelona     | 40         |                  |    |       |       |

### Semifinais
| 1 de junho de 2019 13:15 | Telekom Veszprém | 33–30     | PGE Vive Kielce  | Lanxess Arena, Colónia Público: 19250 Árbitros: Nikolov, Nachevski |
| 1 de junho de 2019 13:15 | Nenadic (12)     | (13–13)   | Dovichebaeva (7) | Lanxess Arena, Colónia Público: 19250 Árbitros: Nikolov, Nachevski |
| 1 de junho de 2019 13:15 | 4× 2× 1×         | Relatório | 2×               | Lanxess Arena, Colónia Público: 19250 Árbitros: Nikolov, Nachevski |

| 1 de junho de 2019 16:00 | FC Barcelona | 27–29     | RK Vardar       | Lanxess Arena, Colónia Público: 19250 Árbitros: Sondors, Licis |
| 1 de junho de 2019 16:00 | Abello (9)   | (16–9)    | Kristopans (10) | Lanxess Arena, Colónia Público: 19250 Árbitros: Sondors, Licis |
| 1 de junho de 2019 16:00 | 5× 4× 1×     | Relatório | 3× 2×           | Lanxess Arena, Colónia Público: 19250 Árbitros: Sondors, Licis |

### Decisão do 3.º lugar
| 2 de junho de 2019 13:15 | FC Barcelona | 40–35     | PGE Vive Kielce | Lanxess Arena, Colónia Público: 19250 Árbitros: Santos, Fonseca |
| 2 de junho de 2019 13:15 | Mem (8)      | (20–16)   | Moryto (10)     | Lanxess Arena, Colónia Público: 19250 Árbitros: Santos, Fonseca |
| 2 de junho de 2019 13:15 | 9× 1×        | Relatório | 8× 4×           | Lanxess Arena, Colónia Público: 19250 Árbitros: Santos, Fonseca |

### Final
| 2 de junho de 2019 16:00 | Vardar       | 27–24     | Telekom Veszprém | Lanxess Arena, Colónia Público: 19250 Árbitros: Geipel, Helbig |
| 2 de junho de 2019 16:00 | Ferreira (6) | (16–11)   | Mahé (6)         | Lanxess Arena, Colónia Público: 19250 Árbitros: Geipel, Helbig |
| 2 de junho de 2019 16:00 | 2× 3×        | Relatório | 5× 2×            | Lanxess Arena, Colónia Público: 19250 Árbitros: Geipel, Helbig |

## Campeão
| Liga dos Campeões da EHF de 2018–19 |
| ----------------------------------- |
| RK Vardar 2.º Título                |